# 安間志織
安間志織（日语：／ Yasuma Shiori，1994年7月22日—），日本女子籃球運動員，效力於豐田汽車羚羊，主要位置為雙能衛。

## 經歷
- 北谷町立濱川小学校 - 北谷町立北谷中學校 - 中村學園女子高等學校（日语：中村学園女子中学校・高等学校） - 拓殖大學 - 豐田汽車羚羊（日语：トヨタ自動車アンテロープス）（2017年－）

## 日本代表經歷
- 2017年威廉·瓊斯盃國際籃球邀請賽
- 2017年夏季世界大學運動會
- 2018年威廉·瓊斯盃國際籃球邀請賽
- 2018年亞洲運動會

## 外部連結
- 安間志織 - トヨタ自動車アンテロープス（页面存档备份，存于） （日語）
- 安間志織 - WJBL（页面存档备份，存于） （日語）
- 安間志織的X（前Twitter）
- 安間志織的Instagram帳戶